# Закон за отпускане на народни пенсии на особено заслужилите в освободителните борби дейци
„Законът за отпускане на народни пенсии на особено заслужилите в освободителните борби дейци“ е закон, който определя отпускането на пенсии на участниците в освободителните борби в Македония, Тракия, Добруджа, Западните покрайнини, Пиротско и Моравско, от териториите присъединени към Царство България във Втората световна война. Законът е гласуван и приет от Народното събрание на 27 януари 1943 година, а е обнародван в „Държавен вестник“ на 3 февруари.
За този закон лобират Илинденската организация и македонските и тракийските братства в България и той е одобрен и приет от второто правителство на Богдан Филов. Целта на закона е да се повиши патриотизмът в анектираните територии в Македония и Тракия към царството и да се приобщят ветераните от революционното движение към държавните структури и по този начин да се спечели тяхната лоялност.
До 9 септември 1944 година са подадени 10103 молби за получаване народна пенсия. От тях одобрени са 4010 и пенсиите са отпуснати, а 2689 молби са отхвърлени или са оставени временно без последствие. След Деветосептемврийския преврат 3404 молби останали неразгледани поради промяната на режима.
Подобен закон – „Закон за илинденските пенсии“ – е приет в югославската Народна република Македония след войната.
От 2021 година в София излиза поредицата „Македоно-одрински свидетелства“, в която се публикуват молбите за народни пенсии, с акцент върху животописните бележки на кандидатите.